# コディアックアイランド郡 (アラスカ州)
コディアックアイランド郡（コディアックアイランドぐん、英: Kodiak Island Borough）は、アメリカ合衆国アラスカ州の南海岸部、コディアック島に位置する郡である。2010年国勢調査での人口は13,592人である。郡庁所在地はコディアック（人口6,130人）である。1963年に設立された。

## 地理

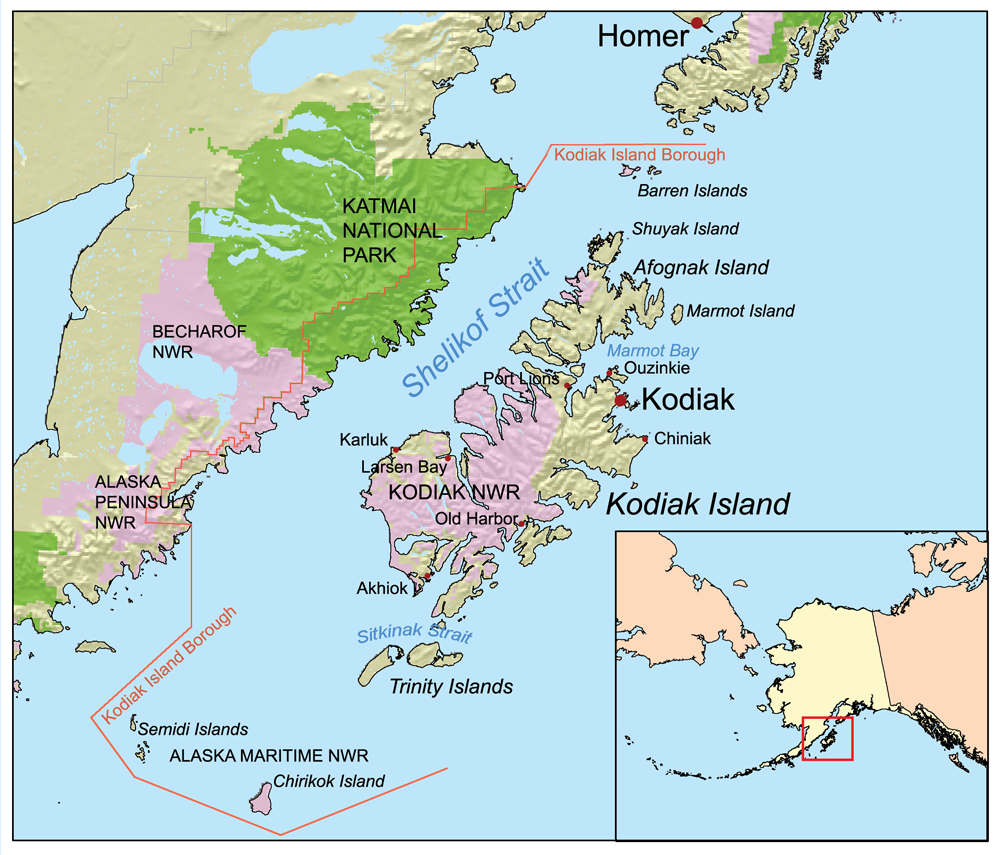
コディアック島付近図

コディアックアイランド郡は北緯57度43分、西経153度47分に位置している。アメリカ合衆国国勢調査局に拠れば、郡域全面積は12,024平方マイル (31,142.0 km2)であり、このうち陸地は6,560平方マイル (16,990.3 km2)、水域は5,464平方マイル (14,151.7 km2)で水域率は45.44%である。郡域の大半はコディアック島であるが、アラスカ半島西部海岸の帯状の地と、付近のコディアック諸島の島々（アフォニャク島、シュヤク島、マーモット島、ラズベリー島、リトルラズベリー島、ホエール島、スプルース島、ウッディ島、ウガニク島、シトカリダク島、タギダク島、シトキナク島、チリコフ島、セミディ島）も含まれている。コディアック島と本土との間の海峡はシェリコフ海峡と呼ばれている。島の南側は太平洋の海原であり、ある種の衛星を打ち上げるには好適地と考えられている。コディアック打上げ基地はモルニヤ軌道や極軌道に人工衛星を打ち上げるのに適している。

### 隣接する郡
- キナイペニンシュラ郡 - 北
- レイクアンドペニンシュラ郡 - 北西

### 国立保護地域
- アラスカ海洋国立野生生物保護区、アラスカ半島とアラスカ湾にかかっている
  - バーレン諸島
  - セミディ原生地
    - セミディ諸島

  - トリニティ諸島
    - シトキナク島
    - タギダク島
- アラスカ半島国立野生生物保護区（部分）
- ベチャロフ国立野生生物保護区（部分）
  - ベチャロフ原生地（部分）
- チュガチ国立の森（部分）
- カトマイ国立公園および保護地（部分）
  - カトマイ原生地（部分）
- コディアック国立野生生物保護区

## 人口動態
以下は2000年の国勢調査による人口統計データである。
| 基礎データ - 人口: 13,913人 - 世帯数: 4,424 世帯 - 家族数: 3,256 家族 - 人口密度: 1人/km2（2人/mi2） - 住居数: 5,159 軒 - 住居密度: 0軒/km2（1/mi2） 人種別人口構成 - 白人: 59.69% - アフリカン・アメリカン: 0.96% - ネイティブ・アメリカン: 14.58% - アジア人: 16.04% - 太平洋諸島系: 0.79% - その他の人種: 2.78% - 混血: 5.16% - ヒスパニック・ラテン系: 6.10% 言語による構成 - タガログ語：13.10% - スペイン語：5.28% | 年齢別人口構成 - 18歳未満: 32.4% - 18-24歳: 8.3% - 25-44歳: 34.0% - 45-64歳: 20.4% - 65歳以上: 4.8% - 年齢の中央値: 32歳 - 性比（女性100人あたり男性の人口） - 総人口: 112.4 - 18歳以上: 117.4 世帯と家族（対世帯数） - 18歳未満の子供がいる: 45.9% - 結婚・同居している夫婦: 59.7% - 未婚・離婚・死別女性が世帯主: 8.8% - 非家族世帯: 26.4% - 単身世帯: 19.9% - 65歳以上の老人1人暮らし: 3.7% - 平均構成人数 - 世帯: 3.07人 - 家族: 3.52人 |

## 都市と町
郡内には6の都市（アクヒオク、コディアック、ラーセンベイ、オールドハーバー、ユージンキー、ポートライオンズ）と5の国勢調査指定地域、および1の未編入町がある。
- アクヒオク
- アレネバ
- チニアク
- カールク
- コディアック - 郡庁所在地
- コディアックステーション
- ラーセンベイ
- オールドハーバー
- ユージンキー
- ポートライオンズ
- ウィミンズベイ